# 1942 aux Territoires du Nord-Ouest
Chronologie des Territoires du Nord-Ouest
- 1938
- 1939
- 1940
- 1941
- 1942
- 1943
- 1944
- 1945
- 1946

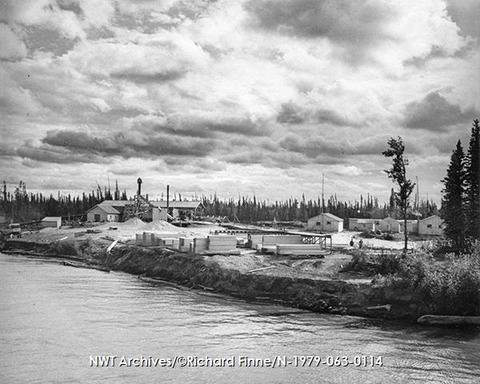

Cette page concerne des événements d'actualité qui se sont produits durant l'année 1942 dans le territoire canadien des Territoires du Nord-Ouest.

## Politique
- Premier ministre : Charles Camsell (Commissaire en gouvernement)
- Commissaire :
- Législature :

## Naissances
- Pitaloosie Saila (née en 1942 à Cape Dorset dans les Territoires du Nord-Ouest (actuellement Nunavut) au Canada) est une artiste canadienne spécialisée en art inuit.

## Décès
- 30 janvier : Frederick W. A. G. Haultain, premier ministre des Territoires du Nord-Ouest.